# نقود

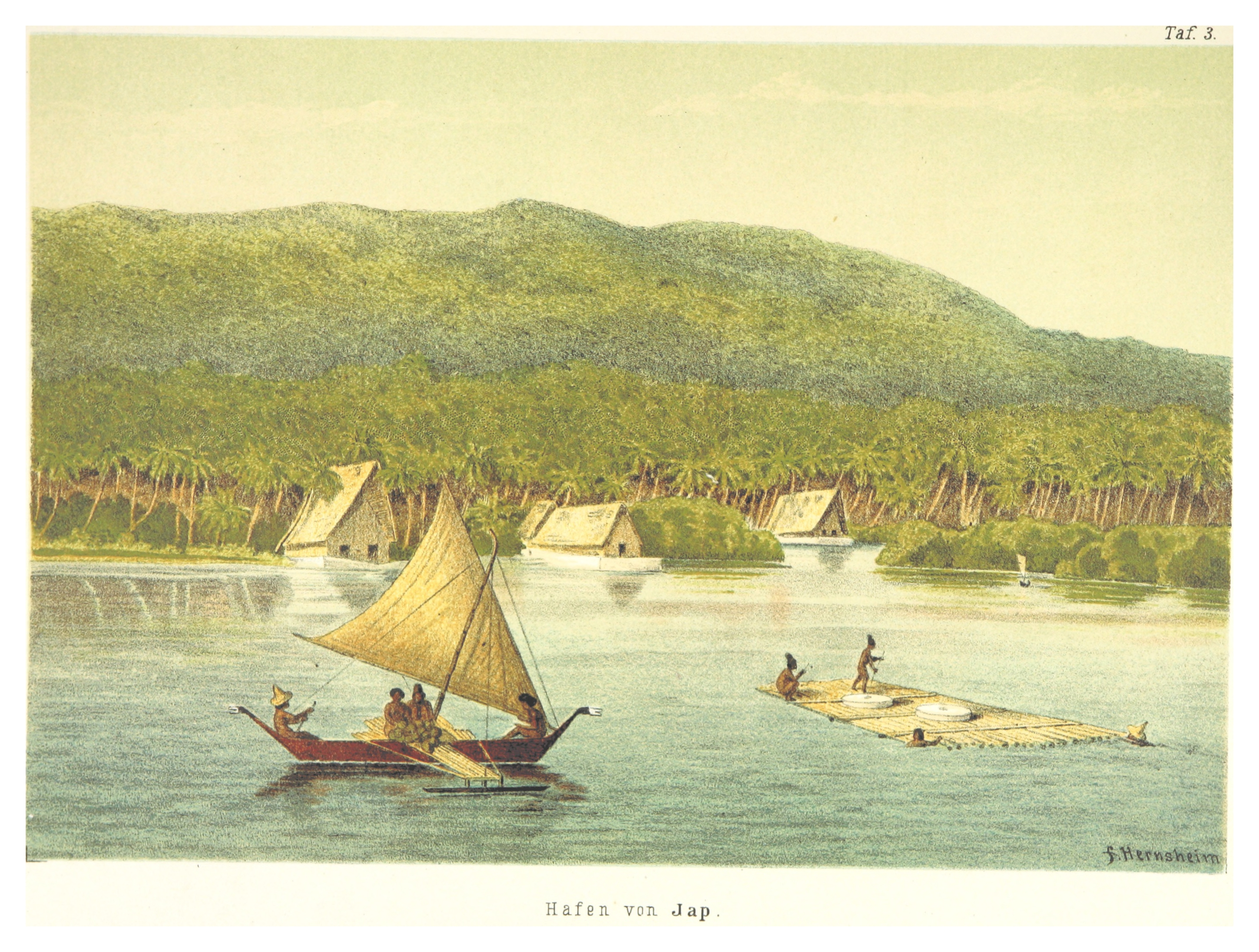
كانت نقود سكان بعض جزر غرب المحيط الهادئ صخورا اسطوانية مثقوبة

النقود أو العملة النقدية - في الاصطلاح العام - هي العملة في هيئتها الملموسة، أي العملة الورقية والعملة المعدنية في الاصطلاح الحديث.
وفي مسك الدفاتر والمالية، النقد يقصد به الأصول المتداولة التي تشتمل على العملات ونظيراتها التي يتاح الوصول إليها شبه فوريا (مثل حساب سوق المال [الإنجليزية]). ويُعتبر إما مخزون للدفع (حال سلبية التدفق النقدي هيكليا أو عرضيا)، وإما طريقة لتفادي كساد الأسواق المالية.

## النقد الزكوي
النقد الزكوي في الشرع الإسلامي هو: الذي تجب فيه الزكاة بشروط مخصوصة، وهو باختصار: عين الذهب والفضة، أي: الخالص منهما غير المختلط بغيره، وسمي بذلك؛ لأنه ينقد أي: يدفع ثمنا، يقال: نقدته الثمن بمعنى: دفعته نقدا غير مؤجل، كما أن منفعة المنقود في دفعه، وصرفه، والنقد بمعنى: المنقود أي: ما يدفع، وبمعنى: دفع المال، ويقال أيضا: تنقاد ومنه قول الشاعر: 
```
لكن هذا ليس شرطا شرعيا للتسمية، ويسمى كل منهما بالأثمان؛ لأن كلا منهما يدفع ثمنا بعد ضربه، ويسمى كل منهما قبل الضرب: معدنا.
```